# 錢哈森 (明尼蘇達州)
錢哈森（英語：Chanhassen）是一個位於美國明尼蘇達州卡弗縣及亨內平縣的城市。

## 人口
根據2020年美國人口普查的數據，錢哈森的面積為59.06平方千米，當中陸地面積為52.73平方千米，而水域面積為6.33平方千米。當地共有人口25947人，而人口密度為每平方千米439人。